# Louis XIII dans l'art et la culture
Louis XIII dans l'art et la culture correspond à très nombreuses représentations artistiques et culturelles de ce roi.

## Représentations littéraires

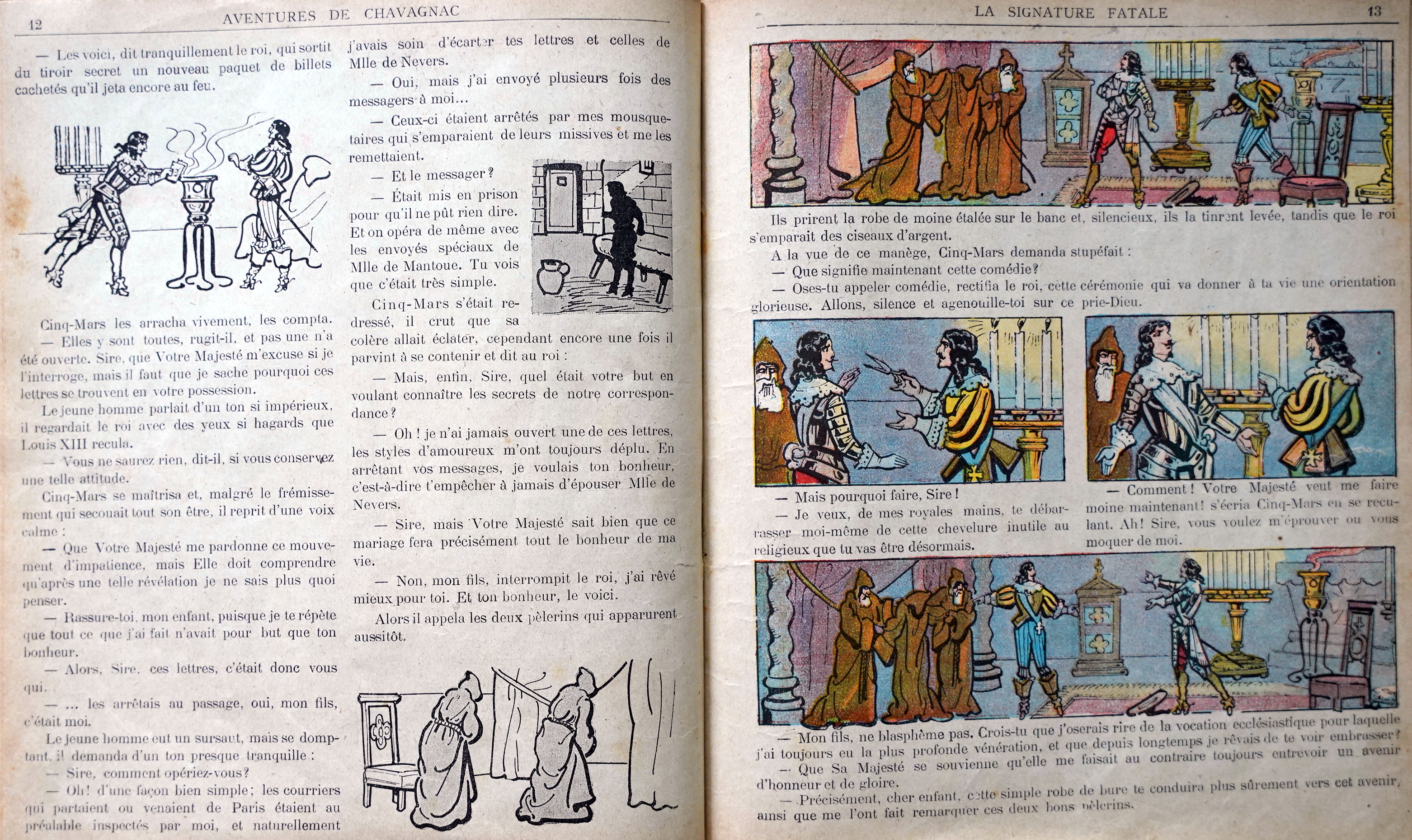
Cinq-mars et Louis XIII, roman dessiné, 1912.

- Louis XIII est un personnage des Trois mousquetaires d'Alexandre Dumas
- Robert Merle, Fortune de France (les tomes 7 à 13 du cycle retracent la vie de Louis XIII).
- Victor Hugo, Marion de Lorme (À partir de l'acte IV).
- Jean Hautepierre, Louis XIII (tragédie en vers).
- Louis XIII est un personnage des Aventures et exploits du comte de Chavagnac de Georges Omry.
- Pierre Corneille, Sur la mort du roi Louis XIII (sonnet), poésies diverses, texte établi par Charles Marty-Laveaux, 1862, 10 (p. 87-91).

## Statuaire

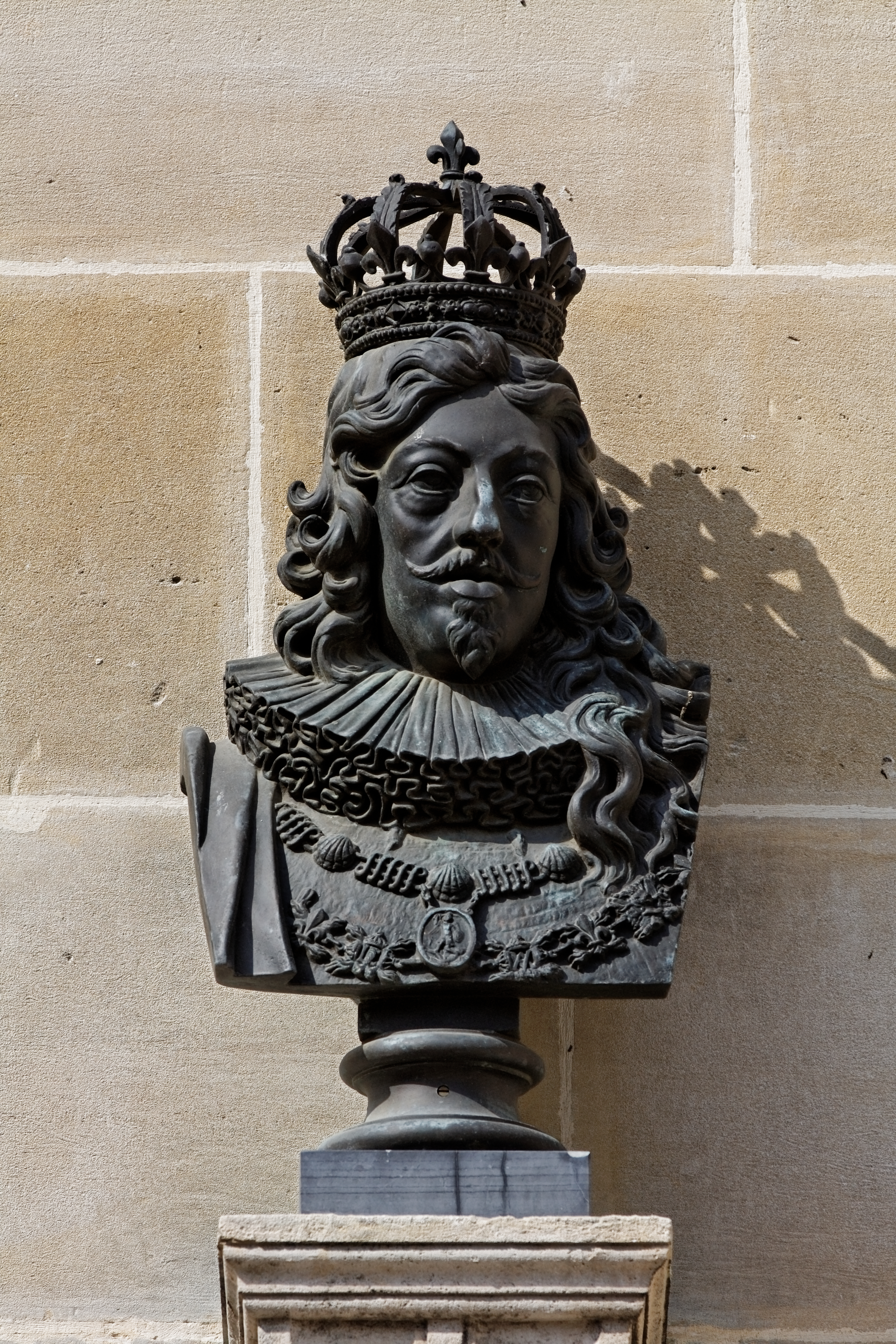
Château de Chantilly, dans la cour de la Capitainerie.

- Une statue équestre de Louis XIII est située, place des Vosges à Paris dans le square portant son nom. Ce monument a été élevé le 4 novembre 1829 en remplacement de l’ancienne statue de bronze érigée en 1639.
- Le Vœu de Louis XIII.
- Un buste de Louis XIII de Guillaume Bertelot surmontait le pavillon d'entrée du Château de Richelieu en 1635. Cette statue en marbre représentait le roi en « Imperator »[1]. L’œuvre fut conservée sur place jusqu’en 1791, date à laquelle elle subit les ravages de certains spéculateurs et fut détruite en plusieurs morceaux. En 1844, le torse et la tête de Louis XIII furent retrouvés et remis à la Société des Antiquaires de l’Ouest. L’œuvre est aujourd’hui conservée au musée de Poitiers. Artus Legoust, Louis XIII, 1620, musée des Augustins.
- Une statue de Louis XIII réalisée par Artus Legoust en 1620 pour surmonter le portail de l'Arsenal de l'Artillerie à Toulouse. Figuré en guerrier vainqueur, Louis XIII est assimilé à Mars comme l'attestent les inscriptions (c’est ici le temple de Mars ; ici les armes reposent. Puissent la fureur n’en ouvrir jamais les portes[2]) située au-dessus du portail monumental et la présence de trophées encadrant la niche sculptée. Mise à mal lors de l'incendie de l'Arsenal en 1772, il ne reste aujourd’hui de cette représentation originelle que la tête. Le buste fut associé ultérieurement et n’est en rien l’œuvre du sculpteur Artus Legoust[2]. L’œuvre est aujourd’hui visible au musée des Augustins.
- Une statue équestre de Louis XIII terrassant l’Hérésie en 1620. Exécutée par Artus Legoust, elle surmontait le portail édifié par Pierre Monge en 1620, qui donnait sur la rue Lafayette[2]. En 1672, Pierre Mercier rajoute deux statues de la Force et la Justice. L’œuvre fut détruite par un arrêté administratif du 24 août 1792.
- Un bas-relief de Louis XIII au Pont-Neuf à Toulouse réalisé en 1643 par Pierre Affre[3].
- Une statue équestre de Louis XIII surmonte la façade de l'Hôtel de ville de Reims.
- Plusieurs architectures éphémères avaient été créées pour les diverses entrées triomphales que le souverain effectua dans plusieurs villes du Royaume (Paris, Lyon, Toulouse, Marseille, Bordeaux, Aix-en-Provence, Avignon par exemple) pour célébrer la victoire des troupes royales sur les huguenots. Les livrets d'entrées édités pour commémorer ces événements fournissent des importantes descriptions iconographiques et dans certains cas de gravures témoignant de ces architectures perdues.

## Peinture

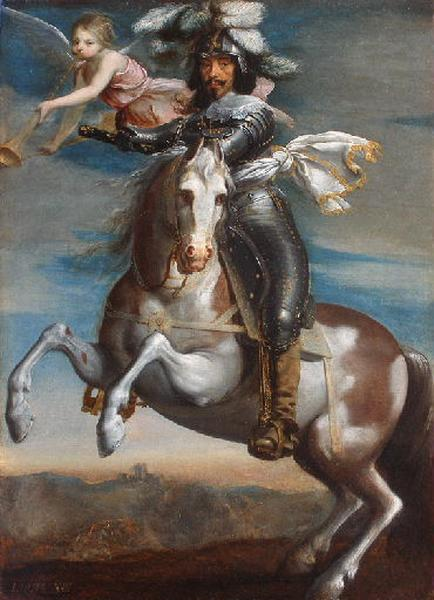
Louis XIII à cheval par Juste d'Egmont.

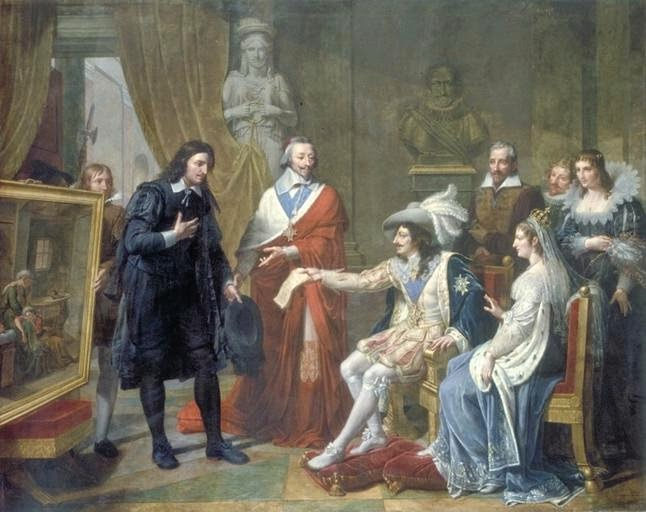
Le cardinal de Richelieux, Louis XIII et Poussin par Jean-Joseph Ansiaux.

- La reddition de la Rochelle', anonyme.
- l Entrée du roi Louis XIII à La Rochelle, Pierre Courtilleau.
- La Réception duc de longueville, anonyme.
- du Cycle de Marie de Medici par Peter Paul Rubens :
  - La La passation de la régence au Dauphin
  - Réconciliation de Louis et Marie.

## Cinéma et télévision
Le personnage de ce roi apparaît dans de nombreux films, essentiellement grâce aux diverses adaptations du roman d'Alexandre Dumas, Les Trois Mousquetaires. Le roi y apparaît souvent comme un personnage triste et infortuné. Certaines adaptations de Dumas, comme celles de George Sidney ou de Richard Lester, font de Louis XIII un personnage comique, en le dépeignant comme un benêt ou un maladroit. Le règne de Louis XIII donne au cinéma de cape et d'épée, notamment dans les années cinquante et soixante, ses heures de gloire.
- 1910 : La Vengeance de Louis XIII d'André Calmettes avec Henri Debray.
- 1912 :
  - Les Ferrets de la reine de David Wark Griffith avec Wilfred Lucas.
  - Les Trois Mousquetaires de André Calmettes et Henri Pouctal avec Marcel Marquet.
- 1914 : Richelieu de Allan Dwan avec James Neill.
- 1916 : Les Trois Mousquetaires de Charles Swickard avec George Fisher.
- 1921 : Les Trois Mousquetaires de Fred Niblo avec Adolphe Menjou.
- 1922 :
  - La Bouquetière des Innocents de Jacques Robert avec Robby Guichard.
  - L'Étroit Mousquetaire de Max Linder avec Frank Cooke.
- 1923 : Under the Red Robe de Alan Crosland avec Ian Maclaren.
- 1926 : Bardelys le magnifique de King Vidor avec Arthur Lubin.
- 1929 : Le Masque de fer de Allan Dwan avec Rolfe Sedan.
- 1932 : Les Trois mousquetaires de Henri Diamant-Berger avec Fernand Francell.
- 1934 : Les Quatre Mousquetaires de Gaston Schoukens avec Max Moreau.
- 1935 :
  - Cardinal Richelieu de Rowland V. Lee avec Edward Arnold.
  - Les Trois Mousquetaires de Rowland V. Lee avec Miles Mander.
- 1939 :
  - Les Trois Louf'quetaires de Allan Dwan avec Joseph Schildkraut.
  - L'Homme au masque de fer de James Whale avec Albert Dekker.
- 1942 : Los tres mosqueteros de Miguel M. Delgado avec Julio Villarreal.
- 1946 : Le Capitan de Robert Vernay avec Serge Emrich.
- 1948 : Les Trois Mousquetaires de George Sidney avec Frank Morgan.
- 1950 : Les Trois Mousquetaires de Budd Boetticher avec Don Beddoe.
- 1952 : La Femme au masque de fer de Ralph Murphy avec Gavin Muir.
- 1953 :
  - Les Quatre Mousquetaires de Gilles Margaritis avec Joseph Rovillain.
  - Les Trois Mousquetaires d'André Hunebelle avec Louis Arbessier.
- 1954 :
  - D’Artagnan chevalier de la reine de Mauro Bolognini avec Carlo Rizzo.
  - Si Versailles m'était conté… de Sacha Guitry avec Louis Arbessier (adulte) et Claudy Chapeland (enfant).
  - Gli sparvieri del re de Joseph Lerner avec Victor De La Fosse.
- 1956 : Si Paris nous était conté de Sacha Guitry avec Claudy Chapeland (enfant) et Louis Arbessier (adulte).
- 1957 : Les Trois Mousquetaires et demi de Gilberto Martínez Solares, avec Óscar Pulido.
- 1959 : Les Trois Mousquetaires de Claude Barma avec Georges Lannes.
- 1960 :Le Capitan d'André Hunebelle avec Christian Fourcade.
- 1961 :
  - Le Capitaine Fracasse de Pierre Gaspard-Huit avec René Charvey.
  - Les Trois Mousquetaires de Bernard Borderie avec Guy Tréjan.
  - Si Paris nous était conté de Sacha Guitry avec Louis Arbessier.
- 1962 :
  - La Caméra explore le temps de Stellio Lorenzi avec Jean-Pierre Marielle.
  - Le Secret de d'Artagnan de Siro Marcellini avec Giulio Marchetti.
- 1964 : Cyrano et d'Artagnan d'Abel Gance avec Philippe Noiret.
- 1965 : Un duel sous Richelieu de Jean Pignol avec Alain MacMoy.
- 1969 : D'Artagnan de Claude Barma avec Edoardo Toniolo.
- 1971 : Les Diables de Ken Russell avec Graham Armitage.
- 1972 : L’Évasion du Duc de Beaufort de Christian-Jaque avec Robert Party.
- 1973 : Les Trois Mousquetaires de Richard Lester avec Jean-Pierre Cassel.
- 1974 :
  - D'Artagnan l'Intrépide de John Halas et Franco Cristofani, avec Fred Pasquali.
  - Les Quatre Charlots mousquetaires et À nous quatre, Cardinal ! de André Hunebelle avec Daniel Ceccaldi.
  - On l'appelait Milady de Richard Lester avec Jean-Pierre Cassel.
  - La Cité crucifiée de Jean-Paul Roux avec Simon Heine.
- 1976 : Panache de Gary Nelson avec Harvey Solin.
- 1977 :
  - D'Artagnan amoureux de Yannick Andréi avec Gabriel Cattand.
  - Richelieu, le Cardinal de Velours de Jean-Pierre Decourt avec Jacques Rosny.
  - Les Grandes Batailles du passé de Henri de Turenne et Daniel Costelle, épisode le Siège de la Rochelle de Jean-François Delassus avec Jérôme Deschamps.
- 1978 :
  - Mazarin, le roi est mort vive le cardinal, de Pierre Moinot avec Jacques Rosny.
  - D'Artagnan et les Trois Mousquetaires de Gueorgui Jungwald-Khilkevitch avec Oleg Tabakov.
- 1981 :
  - Cinq-Mars de Jean-Claude Brialy avec Pierre Vaneck.
  - Les Trois Mousquetaires de Claudio Biern Boyd avec Philippe Dumat.
- 1983 :
  - Richelieu ou la Journée des dupes de Jean-Dominique de La Rochefoucauld avec Patrick Raynal.
  - La loca historia de los tres mosqueteros de Mariano Ozores avec Juanjo Menéndez.
- 1986 : The Three Musketeers de Geoff Collins avec un acteur inconnu.
- 1987 : Sous le signe des Mousquetaires des studios Gakken avec Maurice Decoster.
- 1989 : The Return of Dogtanian de Wang Yaquan avec Simon Prescott.
- 1993 :
  - Louis, enfant roi de Roger Planchon avec Marcel Bozonnet.
  - Les Trois Mousquetaires de Stephen Herek avec Hugh O'Conor.
- 1994 : Albert le cinquième mousquetaire de Christophe Izard avec Christian Alers.
- 2000 : La Jeunesse des trois Mousquetaires de Mario Andreacchio avec McCosker.
- 2001 : D'Artagnan de Peter Hyams avec Daniel Mesguich.
- 2005 : D'Artagnan et les Trois Mousquetaires de Pierre Aknine avec Tristán Ulloa.
- 2009 : La Reine et le Cardinal de Marc Rivière avec Philippe du Janerand.
- 2011 : Les Trois Mousquetaires de Paul W. S. Anderson avec Freddie Fox.
- 2013 : Les Trois Mousquetaires de Sergei Zhigunov avec Philip Yankovski.
- 2014 :
  - Richelieu, la Pourpre et le Sang de Henri Helman avec Stéphan Guérin-Tillié.
  - Les Mousquetaires de Adrian Hodges avec Ryan Gage.
- 2015 : Louis XIV, l'homme et le Roi de Guillaume de Lestrange avec Sébastien Gill.
- 2016 :
  - La Grande Mademoiselle, une rebelle sous Louis XIV de Benjamin Lehrer avec Sébastien Gill.
  - Legends of Tomorrow de Andrew Kreisberg, Greg Berlanti et Marc Guggenheim avec Christiaan Weterveld.
- 2018 : Marie de Médicis ou l'obsession du pouvoir de Benjamin Lehrer avec Paul Granier.
- 2019 : La Guerre des trônes, la véritable histoire de l'Europe de Christopher Holt, Vanessa Pontet et Alain Brunard  avec Florian Colas (enfant) et Vincent Desprat (adulte).
- 2023 : Les Trois Mousquetaires : D'Artagnan et Les Trois Mousquetaires : Milady de Martin Bourboulon, interprété par Louis Garrel.
- 2024 : Une amitié dangereuse Mini série d'Alain Tasma en 4 épisodes, avec Jérémy Gillet dans le rôle de Louis XIII.